# Auerodendron cubense
Auerodendron cubense là một loài thực vật có hoa trong họ Táo. Loài này được (Britton & P.Wilson) Urb. mô tả khoa học đầu tiên năm 1924.